# Movable Type
Movable Type is een weblogapplicatie die door Ben Trott en later het bedrijf Six Apart is ontwikkeld.
Oorspronkelijk wilde zijn vrouw Mena een weblog op internet, maar ze was niet tevreden over de toenmalige software (in 1999). Ben ontwikkelde Movable Type in Perl.

## Versies
Tot versie 2.661 was een Movable Type-licentie voor persoonlijk gebruik of voor onderwijs/non-profit gratis en zonder limieten te gebruiken (meerdere weblogs en weblog-auteurs). Vanaf juni 2007 tot juli 2013 bestond het door Six Aparts Movable Type Open Source Project (MTOS), dat een opensourceversie aanbood onder de voorwaarden van de GPL.
Met de introductie van MT versie 3 werd een nieuwe weg ingeslagen: MT werd "real business". Movable Type is nu een merknaam dat wordt ontwikkeld en verkocht door Six Apart, het moederbedrijf van Ben en Mena Trott. Naast Movable Type presenteert Six Apart de online publishing platformen Typepad, Vox en LiveJournal, dat werd overgenomen van de oorspronkelijke ontwikkelaars.
Voor het gebruik van Movable Type zijn er verschillende licenties met bijpassend prijskaartje. De gratis persoonlijke licentie (zonder helpdeskfaciliteiten) verdween eerst, maar werd in versie 3.3 weer mogelijk; ondersteuning daarbij kon los gekocht worden.
In augustus 2007 werd versie 4 uitgebracht. Versie 4 bevatte grote wijzigingen. Zo kunnen bezoekers van een MT weblog zich nu registreren bijvoorbeeld om reacties achter te laten, maar ook kunnen bezoekers toestemming krijgen om berichten te plaatsen. Verder is het mogelijk om pagina's te maken en te bewerken (buiten het weblog om) en in mappen op te slaan en is er een uitgebreid document- en mediabeheersysteem.
Movable Type 5 werd begin januari 2010 uitgebracht in Open Source en Pro versies.
Met Movable Type 6 van oktober 2013 werd de Open Source licentie na 6 jaar definitief beëindigd. Sindsdien zijn er twee betaalde versies ("Professional" en "Enterprise").
Movable Type 6.1.1 kwam uit in april 2015.

## Uitbreidingen
Om de functionaliteiten van Movable Type uit te breiden, kunnen add-on's en plug-ins gedownload en geïnstalleerd worden.